# Palexpo
Палэкспо — выставочный центр в Женеве, Швейцария. Сами здания являются государственной собственностью Женевы, а компания наполовину принадлежит частному фонду. Этот центр находится неподалёку от женевского международного аэропорта. В центре есть семь залов и 108 000 м² закрытой и 21 000 м² открытой выставочной площади. В Палэкспо расположен Женевский автосалон. С начала 2009 года Палэкспо был модернизирован в сторону расширения и совершенствования архитектуры выставочного центра, декорирования и технологии. Во время данной модернизации была обновлена Wi-Fi-сеть Палэкспо с использованием Wi-Fi-массива Xirrus для предоставления беспроводного доступа к Интернету всем работникам и гостям.